# سیارک ۴۳۱۹
سیارک ۴۳۱۹ (به انگلیسی: 4319 Jackierobinson، نامگذاری:1981ER14) چهار هزار و سیصد و نوزدهمین سیارک کشف شده‌است که در ۱ مارس ۱۹۸۱ کشف شد.
قدر مطلق سیارک برابر ۱۳٫۸۰ است.